# Фауст, Иоганн (энтомолог)
Иоганн Фауст (Johannes Faust) — немецкий энтомолог.

## Биография
Окончил Технологический институт в Берлине и впоследствии в качестве инженера переселился в Либаву. В 1901 году оставил службу и переселился в город Пирну, в Саксонии. Фауст — один из лучших знатоков семейства долгоносиков (Curculionidae) и описал более 4000 видов этих жуков. Он путешествовал в Дагестане, в Закаспийской области и за границей и собрал богатейшую коллекцию в мире по названным жукам. Очень многие из его многочисленных работ касаются фауны Российской империи. Фауст обработал, кроме того, долгоносиков, собранных в Бирме известным путешественником Фэа (Генуя, 1894). 
Коллекция жуков Фауста хранится в Дрезденском зоологическом музее и в Парижском музее естественной истории.

## Труды
- «Beiträge zur Kenntnis der Käfer des europäischen und asiatischen Russlands mit Einschluss der Küsten des Kaspischen Meeres» (СПб., 1875—93),
- «Die europaischen Arten der Gattungen Erirhinus, Notaris, Icaris, Dorytomus» (M., 1883),
- «Curculioniden aus dem malayischen und polynesischen Inselgebiet» (Штеттин, 1897—98),
- «Beitrag zur Kenntnis der Fauna von Kamerun mit besonderer Berücksichtigung der afrikanischen Menemachiden, Isorhynchiden u. Campylosceliden» (Б., 1898);
- «Curculioniden aus dem Congo-Gebiet in der Sammlung des Brüssler Kongl. Museums» (Брюссель, 1899).